# Asgard (Stargate)
Els asgard són una de les quatre espècies més avançades de l'univers fictici de Stargate. Són una benèvola i molt avançada espècie d'una altra galàxia que ha visitat la Terra en moltes ocasions, donant lloc a les llegendes nòrdiques. Eren part de l'Aliança de les Quatre Grans Espècies. La seva política a la Via Làctia generalment és oposar-se als Goa'uld, a més de ser l'aliat més poderós del planeta Terra.

## Llengua
Es creu que l'idioma dels asgards ha influït en la formació de les llengües germàniques. El seu idioma escrit és l'anomenat rúnic o de runes. Quan els Goa'uld són nomenats a la Terra com a figures egípcies i gregues, els membres de l'espècie asgard són nomenats a partir de a mitologia nòrdica. L'idioma parlat dels asgard pot entendre tocant el so marxa enrere.

## Tecnologia
Els Asgard tenen un nivell de tecnologia superior al dels Goa'uld. Les seves naus són capaços de creuar milers d'anys llum en minuts. També han dominat el teletransport i tecnologies de la projecció hologràfiques. Les seves naus són capaces d'operar amb només un asgard a bord. Això suggereix que les seves naus tenen molts sistemes automatitzats.
La seva reproducció mitjançant la clonació i transferència de ment ha produït un decaïment del genoma asgard, el qual porta la seva extinció com espècie.